# Glyphesis idahoanus
Glyphesis idahoanus är en spindelart som först beskrevs av Chamberlin 1948.  Glyphesis idahoanus ingår i släktet Glyphesis och familjen täckvävarspindlar. Inga underarter finns listade i Catalogue of Life.